# Mexiko i olympiska vinterspelen 1928
Mexiko deltog med 5 deltagare vid de olympiska vinterspelen 1928 i Sankt Moritz. Ingen av landets deltagare erövrade någon medalj.

## Trupp
- Bob
  - Mario Casasús
  - Genaro Díaz
  - José Díaz
  - Juan de Landa
  - Lorenzo Elízaga